# José Ocariz
Ne doit pas être confondu avec Fernando Ocáriz.
José (ou Joseph) Ocáriz, né en 1750 à La Rioja, en Espagne, mort accidentellement le 27 septembre 1805 à Varna en Bulgarie, était un diplomate espagnol qui fut chargé, en 1792, de plaider la grâce de Louis XVI auprès de la Convention nationale.

## Débuts
Entré dans la carrière en 1777, Ocariz fut attaché d’ambassade à Copenhague (1777-1778) puis secrétaire d’ambassade à Turin. En 1784, il fut nommé à Paris comme premier secrétaire d’ambassade portant le titre de commissaire ordonnateur et agent général de la nation espagnole à Paris, puis il fut nommé consul général d’Espagne (1785). Très mondain, on le trouve mêlé à la société parisienne la plus distinguée, et il apparaît, entre autres, comme membre du premier Lycée créé sous le patronage du comte et de la comtesse de Provence. 
Il exerça les fonctions d’ambassadeur après le départ de son ministre en titre, Domingo de Iriarte - remplaçant depuis trois mois du comte de Fernan Nunez -, au lendemain du 10 août 1792. Depuis leur entrée en guerre en mars 1792, la Prusse et l’Autriche appelaient de leurs vœux un renforcement de la coalition tandis que l’Espagne, endettée, liée à la France par un pacte de famille remontant à Louis XV, demeurait encore, comme l’Angleterre, la Hollande et la Russie, en dehors du conflit. L’annonce du procès du roi Louis XVI provoqua une vive émotion à la cour de Madrid et entraîna une implication active de l’Espagne dans les événements.

## Intervention en faveur de Louis XVI
Ocariz reçut immédiatement des instructions officielles de son gouvernement pour agir sur le cours du procès. Sa correspondance avec le chef du gouvernement Manuel Godoy montre l’importance que l’Espagne accordait à cette affaire. Ocariz a adressé plusieurs lettres et rapports au ministre français des affaires étrangères, Lebrun-Tondu, et également à la Convention. Dans ses « Observations et réflexions uniquement fondées sur la justice, sur le droit des gens et sur l’intérêt de l’humanité entière», adressées à Lebrun le 26 décembre 1792, il met en avant l’« irrégularité » de la procédure intentée : « L’exemple d’un accusé jugé par des juges qui se sont constitués eux-mêmes et dont plusieurs n’ont pas balancé depuis à mettre au jour leur opinion, revêtue de toutes les expressions de la partialité; d’un accusé condamné sans aucune loi préexistante et condamné sur des délits dont je n’examine point les preuves mais qui, fussent-elles prouvées, ne peuvent porter atteinte à l’inviolabilité que leur assurait une loi nouvellement consentie, est un exemple trop éloigné de toutes les idées ordinaires de justice pour qu’une nation qui se respecte ne doive pas craindre de l’offrir aux regards des nations dont elle veut être respectée (...) S'il existe en France des particuliers plus puissants que le gouvernement de la nation elle-même, les nations étrangères ne pourraient alors raisonnablement faire aucun fond sur les protestations de la nation française, sur leurs traités de paix, d’alliance, de commerce avec elle et l’Europe. 

Tandis que les Espagnols se démenaient en faveur de Louis XVI, Omer Talon, membre de l’ancien conseil secret des Tuileries, visait au même but à Londres, ainsi que l’a rapporté Théodore de Lameth : 

« Quelle horreur, dit-il à Charles de Lameth, M. Pitt veut la mort du roi de France ; je sors de chez lui et rien de ce que j’ai pu exprimer ne l’a ému ni ébranlé. Danton répond du salut de Louis XVI si l’Angleterre veut ajouter deux millions à ce dont peut disposer le chevalier Ocariz; il ne demande point qu’ils soient livrés, il suffit qu’ils soient déposés chez un banquier anglais. Je suis accouru à Paris pour cette négociation que j’ai eu la simplicité de croire facile. Elle est impossible. M. Pitt veut en France le pendant de Charles Ier. C’est hideux, effroyable, mais il n’y a rien à faire. »

## Émilie-Lucrèce d’Estat
Les efforts de la diplomatie officielle étant vains, Ocariz fut au centre d’une tentative ultime et désespérée visant à arracher Louis XVI à la mort, et précisément en agissant, à prix d’or, sur certaines consciences parlementaires. Des fonds s’élevant à plus de deux millions, débloqués par le gouvernement espagnol furent déposés à la Banque de Saint-Charles - dirigée par le père de (la future) Mme Tallien - et mis indirectement à la disposition d’Ocariz par le truchement du banquier Barthélémy Le Couteulx de Canteleu. En prévision des avances qu’ils allaient avoir à faire afin de permettre d’acheter des voix à la Convention, Le Couteulx et son frère du Moley furent obligés de faire, avec la Caisse d’escompte, une opération qui consista à lui emprunter deux millions contre la remise de contrats viagers pour 2 343 811 livres et, grâce à ce dépôt, pareille somme fut mise au mois d’octobre 1792 à la disposition d’Ocariz. Depuis quelques mois, le chargé d’affaires espagnol entretenait une liaison avec celle qui allait devenir sa femme, Émilie-Lucrèce d’Estat. Fille du baron d’Estat et de la baronne, née Jeanne-Louise Voidet, - fort connue dans le milieu des roués pour sa liaison avec l’avocat Omer-Louis-François Joly de Fleury, fils du procureur de ce nom –, Mlle Lucrèce d’Estat, comme ses deux autres sœurs, était connue dans les milieux libertins. Elles fréquentaient les cercles politiques contre-révolutionnaires, et on les voyait aux réceptions données rue d’Anjou-Saint-Honoré par le célèbre agioteur et ex-abbé d’Espagnac qui recevait ses voisins les banquiers Junius et Emmanuel Frey, ainsi que leur beau-frère François Chabot. Tandis qu’Ocariz se liait avec l’ainée des sœurs d’Estat, Guillaume Ker, de la banque anglaise Boyd, Ker  et Cie, domiciliée rue de Grammont à Paris, se liait avec la benjamine, Denise d’Estat, épouse séparée du Fribourgeois Tobie Gothereau, baron de Billens. Guillaume ou William Ker, Écossais d’origine, était également le beau-frère de William Herries, relais financier de l’espionnage britannique à Paris, et allié par lui à la grande banque d’affaires internationale. C’est ainsi que par ses relations aussi cosmopolites qu’étendues, Mlle Lucrèce d’Estat, qui demeurait à Versailles et fréquentait la société de Fanny Le Couteulx - la « Fanny » d’André Chénier -, seconda activement Jose Ocariz dans le projet qu’il avait de corrompre ceux des conventionnels qui voteraient pour l’appel au peuple c’est-à-dire contre la mort sans condition de Louis XVI.

## L’argent espagnol et Tallien
Malgré le secret dont se sont entourés José Ocariz et Mlle d’Estat, un certain nombre d’éléments permettent de reconstituer le déroulement de l’opération visant à distribuer l’argent d’Espagne. En premier lieu, grâce à d’Espagnac et à Mlle d’Estat, Ocariz put établir un contact avec certains députés connus pour être accessibles à la corruption et demeurés proches de la Commune comme Panis, Sergent, Jean-Lambert Tallien. Le frère de Mlle d’Estat, Angélique Michel d’Estat de Bellecourt, revenu en 1791 d’une longue mission en Russie où il s’était lié avec Méhée de Latouche, secrétaire-greffier de la Commune de Paris, convainquit Jean-Lambert Tallien de coopérer. Celui-ci fut attiré chez l’abbé d'Espagnac où il revit Mme de Vin de Fontenay, la superbe fille de Cabarrus, qu’il avait déjà aperçue dans les salons de Mme de Lameth. Quoiqu’il s’en défendît par la suite, Tallien fut un des premiers conventionnels approchés par Ocariz. Autrefois secrétaire de Charles de Lameth, Tallien qui risqua sa tête à force de compromissions avec les royalistes, fut un des interlocuteurs d’Ocariz auprès de ses autres collègues tel Louis Legendre.

## François Chabot
François Chabot auprès de qui on plaça la jeune et jolie ci-devant marquise de Montendre, fille du banquier espagnol Llovera, fut un autre député coopérant - il signa aux Le Couteulx le reçu d’un acompte de 500 000 livres pour entraîner à sa suite ses amis politiques tels que Delaunay d'Angers, Claude Basire ou encore Julien de Toulouse, à accepter avec quelques autres les offres qui leur étaient faites. D’autres politiciens dits « Dantonistes » - sans que cela veuille dire grand chose -, tout au moins amalgamés dans le procès de Georges-Jacques Danton, furent approchés. 

## Regnaud de Saint-Jean d'Angély et Michel le Peletier
L’ancien constituant et futur ministre de Napoléon, Michel Regnaud de Saint-Jean d'Angély, frère de lait de Michel le Peletier de Saint-Fargeau, alors fort endetté par le jeu, chercha de son côté à l’entraîner à un vote de mansuétude. Le journaliste Richer de Sérisy, proche de Jean-Lambert Tallien, déploya aussi beaucoup d’adresse pour convaincre les députés les plus « tièdes » de ne pas se laisser entraîner à voter la mort. André Chénier, le poète, fort lié à Michel Regnaud de Saint-Jean d'Angély, à Mlle d’Estat et aux Le Couteulx, pressa enfin son frère d’intervenir auprès de certains ses collègues.
Tous ces efforts, relativement désordonnés, n’eurent pas le résultat escompté, car William Pitt, malgré l'intervention de Danton et des anciens constituants, avait décidé que la tête de Louis XVI ne méritait pas la reconnaissance de la République par l'Angleterre. Par ailleurs, certains membres de la Convention dont Danton et de Lacroix, soucieux de ne pas s'exposer à des accusations de concussion et de trahison de la part de la Commune de Paris, rendit inopinément un décret par lequel elle se réservait de juger le roi déchu. Cependant, l’argent versé par Ocariz avait produit de l’effet puisque la motion ne l’emporta que de peu sur celle de l’appel au peuple réuni en assemblées primaires. 

## André Chénier etles papiers de l'ambassadeur d'Espagne
Après la mort de Louis XVI, les députés les plus hésitants ou défaillants cherchèrent, comme dans le cas de Charles-Nicolas Osselin et de Julien de Toulouse, à donner le change en entraînant le vote des premières grandes lois répressives de mars 1793 contre l’émigration, et en la formation du Tribunal révolutionnaire. Demeuré à Paris jusqu’au 7 mars 1793, José Ocariz avait quitté la France à la veille de l’entrée de l’Espagne dans la guerre. Peu de temps après, un ordre d’arrestation frappa Mlle d’Estat et l'abbé d'Espagnac qui, ayant été dénoncés, en furent quittes pour la peur. Cependant, cette affaire qui dont la Convention ne pouvait rien tirer de glorieux et dont l’évocation en séance eut donné des armes aux États coalisés, eut des suites « invisibles » et trouva un épilogue dans les pires moments de la Terreur, lorsque les suspects, jugés par groupes de quarante ou cinquante, ne bénéficiaient plus de défense et étaient exécutés après avoir énoncé leur identité. L’absence de débats permit ainsi de se débarrasser de plusieurs témoins. Ainsi André Chénier. Il avait été arrêté alors que la police politique recherchait fébrilement Mlle d’Estat, qui l’accompagnait ce jour-là à Passy où elle se rendait à l’invitation de Mme de Pastoret. S’étant mis en avant dans la confusion qui entoura cette arrestation, Chénier, qui avait reçu de Lucrèce d’Estat la liste des députés achetés avec les montants correspondant, aida celle-ci à s’esquiver. Il pensait peut-être pouvoir échapper à l’échafaud en produisant, le moment venu, des pièces pouvant compromettre des députés influents et même des membres des comités. Mais l’imprévisible loi du 22 prairial, réformant la justice révolutionnaire, anéantit ses espérances. Dans son acte d’accusation, il lui fut reproché d’avoir « recelé les papiers de l’ambassadeur d’Espagne et de les avoir soustraits au Comité de sûreté générale ». Il fut guillotiné le X thermidor. Si Lucrèce d’Estat parvint à se cacher et échapper aux recherches, sa sœur, la baronne de Billens, fut exécutée comme complice du banquier Ker, lui-même retourné à temps à Londres. Leur frère Angélique-Michel d’Estat dit Bellecourt fut exécuté le même jour avec sa femme, et d’autres, parmi les derniers fidèles de Louis XVI, les suivirent sur l’échafaud. Les banquiers Le Couteulx, pressentis pour la guillotine en furent « pour leurs frais » et déboursèrent d’énormes sommes pour éviter l’échafaud.

## Une carrière exemplaire
En 1795, Manuel Godoy confia à José Ocariz la tâche de préparer les préliminaires de paix avec la république et il se rendit sur place à Paris. La paix fut signée sans tarder à Bâle, en 1795, mais Ocariz demeura au titre de représentant de son gouvernement à Paris jusqu’en 1797. En juillet 1798, il fut nommé ministre plénipotentiaire dans le cercle de Basse-Saxe, auprès du duc Charles-Guillaume-Ferdinand de Brunswick-Wolfenbüttel, résident à Hambourg où il fut accrédité le 5 décembre 1798 et resta en poste jusqu’en 1802. Le 13 avril 1803, il fut nommé au poste d’ambassadeur d’Espagne à Stockholm. Il mourut le 27 septembre 1805 suivant sur le chemin de Constantinople où il  avait été nommé. D’après les lettres de sa veuve, leur bateau, pris dans une tempête sur la mer Noire, aurait fait naufrage. Revenue à Paris après avoir couru de grands dangers, Mme Ocariz, appuyée par Talleyrand son ami, obtint une pension de Louis XVIII.